# モルドバ・レウ
レウ（モルドバ語: Leu, 複数形はレイ: Lei）は沿ドニエストル共和国を除くモルドバで利用される通貨単位。ISO 4217コードはMDL。ルーマニア・レウと同様に補助通貨はバン（モルドバ語: ban, 複数形はバニ: bani）で、1レウは100バニになる。単位の名前はルーマニア語の「ライオン」に由来する。

## 歴史
1918年から1940年までと1941年から1944年までの間、モルドバはルーマニアの一部であり、ルーマニア・レウはモルドバの東部でそのまま流通した。1991年12月25日にソビエト連邦が崩壊しモルドバ共和国ができると、それまでに流通していたソビエト連邦ルーブルに替わる新しい通貨モルドバ・レウが誕生した。その当時、モルドバで流通していた暫定通貨モルドバ・クーポンに対しては1レウ＝1000クーポンのレートで兌換された。

## 硬貨
硬貨は1993年に発行された1、5、10、25バニ硬貨と1998年に発行された50バニ硬貨、そして2018年に発行された1レウ、2、5、10レイ硬貨がある。このうち広く流通しているのは5バニ〜2レイ硬貨である。
1、5、10、25バニ硬貨はアルミニウム製、50バニ硬貨は黄銅めっき鋼、1レウ、2レイ硬貨はニッケルめっき鋼、5、10レイ硬貨はバイメタル貨である。バニ硬貨は表面に額面数字、裏面にモルドバの国章が描かれたシンプルなデザインであるのに対し、レイ硬貨は表にモルドバの国章、裏にモルダヴィアの紋章（国章中央部のエスカッシャン）の一部分がそれぞれ描かれており、各額面の硬貨を規則正しく並べると紋章の全貌が見えるようにデザインされている。
なお、1993年の発行時にはクラッド貨の1レウと5レイ硬貨が存在していたが、翌年に廃貨となっている。

## 紙幣
紙幣は第1次紙幣と、第2次紙幣の2種類がある。第1次紙幣は流通期間が短く、額面も1、5、10レイ紙幣しか発行されなかった。第2次紙幣ではそれらの額面に加えて合計9種の紙幣が発行されている。紙幣は1994年の第2次紙幣以降全く刷新されておらず偽造抵抗力が低い状態が続いていたが、2015年に10〜500レイ紙幣の印刷方法を平板印刷から凹版印刷に変更する改刷を行った。
詳細は以下の通り。
| 第2次紙幣 | 第2次紙幣 | 第2次紙幣 | 第2次紙幣 | 第2次紙幣    | 第2次紙幣        | 第2次紙幣                | 第2次紙幣    | 第2次紙幣 | 第2次紙幣  |
| 画像      | 画像      | 額面      | サイズ    | 色           | 図柄             | 図柄                     | 図柄         | 日付      | 日付       |
| 表        | 裏        | 額面      | サイズ    | 色           | 表               | 裏                       | すかし       | 印刷      | 流通開始   |
| --------- | --------- | --------- | --------- | ------------ | ---------------- | ------------------------ | ------------ | --------- | ---------- |
|           |           | 1レウ     | 114×58mm  | 黄           | シュテファン大公 | カプリアーナ修道院       | ポートレート | 1994年    | 1994年5月  |
|           |           | 5レイ     | 114×58mm  | 青           | シュテファン大公 | オルヘイの聖ドミトル教会 | ポートレート | 1994年    | 1994年4月  |
|           |           | 10レイ    | 121×61mm  | 赤           | シュテファン大公 | Hîrjauca修道院           | ポートレート | 1994年    | 1994年5月  |
|           |           | 20レイ    | 121×61mm  | ライム       | シュテファン大公 | ソロカの要塞             | ポートレート | 1992年    | 1993年11月 |
|           |           | 50レイ    | 121×61mm  | ピンク       | シュテファン大公 | Hîrbovăţ修道院           | ポートレート | 1992年    | 1994年5月  |
|           |           | 100レイ   | 121×61mm  | オレンジ     | シュテファン大公 | ティギナの要塞           | ポートレート | 1992年    | 1995年9月  |
|           |           | 200レイ   | 133×66mm  | ピンクと黄   | シュテファン大公 | キシナウ市庁舎           | ポートレート | 1992年    | 1995年9月  |
|           |           | 500レイ   | 133×66mm  | オレンジと緑 | シュテファン大公 | キシナウ大聖堂           | ポートレート | 1992年    | 1999年12月 |
|           |           | 1000レイ  | 133×66mm  | 紫           | シュテファン大公 | 大統領府                 | ポートレート | 1992年    | 2003年10月 |
|           |           |           |           |              |                  |                          |              |           |            |

## 非公式通貨
非公式な通貨として、モルドバではアメリカ合衆国ドルが使われ、ヨーロッパ連合の設立以降はユーロも使われている。これらの為替レートはモルドバの政治経済の不安定さに大きく影響される。